# 34107 Kashfiarahman
34107 Kashfiarahman este o planetă minoră (asteroid), cu un diametru de 5,521 km, din centura de asteroizi. A fost descoperită pe 2 august 2000 la Experimental Test Site⁠(d) de Lincoln Near-Earth Asteroid Research. 
Obiectul prezintă o orbită caracterizată de o semiaxă mare de 3,0817261 UAi, o excentricitate de 0,17, o înclinație de 2,51411 ° în raport cu ecliptica.